# Hascher Jehle Architektur
Hascher Jehle Architektur ist ein deutsches Architekturbüro, das 1979 von Rainer Hascher in Berlin gegründet wurde. 1992 trat Sebastian Jehle (Professor der HFT Stuttgart) hinzu.

Hascher Jehle Architektur ist Gründungsmitglied der Deutschen Gesellschaft für Nachhaltiges Bauen (DGNB). Das Büro wurde 2019 von der Schweizer Unternehmensgruppe BKW Energie übernommen.

## Projekte
- Kultur Kongresszentrum Montforthaus, Feldkirch AT, 2014
- Neues Gymnasium Bochum, 2011–2012
- Erweiterung der Akademie der Bildenden Künste Nürnberg
- Neubau Messehalle 11 und Eingangsgebäude West, Frankfurt am Main, 2006
- Bürogebäude Riesstraße, München, 2006
- Erweiterung Landratsamt, Heilbronn, 2006
- Anlage für afrikanische Menschenaffen, Wilhelma, Stuttgart, 2006
- Neubau der Rems-Murr-Kliniken, Winnenden, 2006
- Bosch-Zentrum am Feuerbach, Stuttgart, 2006
- WGV-Bürogebäude, Stuttgart, 2004
- ZBSA – Zentrum für Biosystemanalyse, Universität Freiburg, 2002
- Q-Tel Headquarters, Qatar, 2002
- Königsbau Passagen mit Stilwerk, Stuttgart, 2001
- Logistikzentrum für die Bechtle AG, Neckarsulm, 2001
- Ärztekammer Berlin, Neubau Friedrichstraße, 2000
- Kunstmuseum Stuttgart, 1999
- Zentralgebäude Universität Jena-Beutenberg, 1998
- Kreisverwaltung Grevesmühlen, 1998
- Universitätsklinik Halle-Kröllwitz, 1998
- pct – Potsdamer Centrum für Technologie, 1996
- Klinikum Dresden-Neustadt, 1993
- Terminal West – Flughafen Berlin-Schönefeld, 1992
- Storkower Bogen, Berlin-Lichtenberg, 1992

## Auszeichnungen und Preise
- 1992: Deutscher Holzbaupreis
- 1994: Auszeichnung guter Bauten Baden-Württemberg
- 2000: Auszeichnung – Preis des Deutschen Stahlbaues[2]
- 2003: BDA-Preis Niedersachsen[3]
- 2003: Architecture + Technology Award[4]
- 2005: IALD-Lichtpreis[5]
- 2005: Auszeichnung guter Bauten Baden-Württemberg
- 2014: Auszeichnung – Balthasar-Neumann-Preis[6]

## Publikationen
- Pro Architect (IMAGE), ISBN 89-5770-072-2
- 2004: Projektbuch Kunstmuseum Stuttgart
- 2004: Projektbuch lsv Landshut ISBN 978-3000156007
- 2003: Projektbuch dvg Hannover, Fraunhofer IRB Verlag  ISBN 978-3816761129
- 2003: Projektbuch lva Augsburg, Fraunhofer IRB Verlag  ISBN 978-3816761136
- 2001: Museum für ein neues Jahrtausend, Galerie der Stadt Stuttgart, Sonderkatalog